# Utetes iturupi
Utetes iturupi är en stekelart som först beskrevs av Vladimir Ivanovich Tobias 1998.  Utetes iturupi ingår i släktet Utetes och familjen bracksteklar. Inga underarter finns listade i Catalogue of Life.